# Lorentziella imbricata
Lorentziella imbricata är en bladmossart som beskrevs av Brotherus 1903. Lorentziella imbricata ingår i släktet Lorentziella och familjen Gigaspermaceae. Inga underarter finns listade i Catalogue of Life.